# Onze-Lieve-Vrouw-van-de-berg-Karmelkerk (Landgraaf)
De Onze-Lieve-Vrouw-van-de-berg-Karmelkerk is een kerkgebouw in Leenhof in de gemeente Landgraaf in de Nederlandse provincie Limburg. De kerk ligt aan de weg Heerlen-Schaesberg (Heerlenseweg) aan de voet van de heuvel Leenderberg met daarop de Leenderkapel. Achter de kerk ligt er een kerkhof.
De kerk is gewijd aan Onze-Lieve-Vrouw van de berg Karmel.

## Geschiedenis
In 1924 werd de kerk gebouwd naar het ontwerp van Stevens mmv Kloosterhuis uit Nijmegen. Er ontstond in de kerk een tweede cultusplaats ter ere van de Onze-Lieve-Vrouw van de Berg Carmel, omdat de Montfortanen in de kerk de pelgrims opvingen die voor de Leenderkapel kwamen.
In 1934 werd de kerk uitgebreid met een kerktoren, een oksaal en een zijkapel.
Sinds 19 maart 2000 is de kerk onttrokken aan de eredienst.

## Opbouw
Het niet-georiënteerde bakstenen kerkgebouw is opgetrokken in neoromaanse stijl en heeft een kruisvormig plattegrond. Het bestaat uit een eenbeukig schip, een viering en een koor. De traveeën hebben rondboogvensters en worden van elkaar gescheiden door steunberen. De kerk wordt gedekt door een zadeldak. Links in de frontgevel is de rechthoekige kerktoren gebouwd die wordt gedekt door een zadeldak en is daarmee een zadeldaktoren. Rechts naast de frontgevel bevindt zich de aanbouw van de sacristie.